# محسن قمي
محسن قمي ( (بالفارسية: محسن قمی) ) رجل دين إيراني وسياسي محافظ وعضو في مجلس خبراء القيادة .

## مسار مهني
قمي رجل دين وملقب بحجة الإسلام . وهو عضو في مجلس أمناء حزب المؤتلفة الإسلامية . انضم إلى جمعية علماء الدين المجاهدينفي عام 2016.
مثل طهران كعضو مجلس خبراء القيادة . كما انتخب لعضوية المجلس الرابع في 2011، ممثلا لطهران مرة أخرى.
شغل منصب مدير مكتب ممثل المرشد الأعلى خامنئي في الجامعات الإيرانية حتى استقالته في كانون الثاني (يناير) 2006 ،  في نفس التاريخ تم تعيينه عضوا في المجلس الأعلى للثورة الثقافية وكذلك في مجلس المكتب التمثيلي في الجامعات الإيرانية. كما شغل منصب نائب رئيس مكتب المرشد الأعلى للشؤون الدولية والاتصالات.
أعلنت وكالة مهر للأنباء في أواخر يوليو 2013، أن قمي كان المرشح الوحيد لمنصب وزير المخابرات في حكومة الرئيس المنتخب حسن روحاني . لكن شغل المنصب في النهاية محمود علوي في 4 أغسطس.